# Liftverbund Feldberg
Liftverbund Feldberg est un réseau regroupant huit stations de sports d'hiver dans le sud-ouest de l'Allemagne, dans le massif de la Forêt-Noire. 38 remontées mécaniques et 63 km de pistes sont accessibles au travers d'un système de forfaits communs.

## Stations partenaires
- Feldberg, qui offre près de la moitié du domaine total: 14 remontées mécaniques, 16 pistes, 30 km de pistes (950 - 1 450 m);
- Altglashütten: 1 téléski, 3 pistes, 3 km de pistes (950 -1 000 m);
- Belchen: 1 télécabine, 5 pistes, 7 km de pistes (1 000 - 1 356 m);
- Menzenschwand: 3 teleskis, 4 km de pistes (850 - 1 220);
- Muggenbrunn: 7 teleskis, 8 km de pistes (980 - 1 240 m);
- Notschrei: 2 teleskis, 560 m de pistes (1 100 - 1 220 m);
- Stollenbach: 4 teleski, 3 km de pistes (1 100 - 1 300 m);
- Todtnauberg: 6 teleskis, 13 km de pistes (1 000 - 1 400 m).